# Gernot Jacob-Friesen
Gernot Jacob-Friesen (* 15. Mai 1926 in Hannover; † 27. Oktober 2019 in Karlsruhe) war ein deutscher Prähistoriker.

## Familie
Gernot Jacob-Friesen war der Sohn des Prähistorikers und Museumsdirektors Karl Hermann Jacob-Friesen und von Elfriede Jacob-Friesen, geb. Vehse. Er war verheiratet mit Maria Jacob-Friesen (geb. Schnath; 1933–1989); das Ehepaar hat einen Sohn, den Kunsthistoriker Holger Jacob-Friesen (* 1967).

## Werdegang
Gernot Jacob-Friesen besuchte 1932 bis 1936 in Hannover die Volksschule, anschließend bis 1944 das Humanistische Ratsgymnasium (in Hannover). 1945 bis 1947 arbeitete er als Praktikant am Niedersächsischen Landesmuseum und belegte als Gast Vorlesungen und Übungen an der Technischen Hochschule Hannover. Zum Sommersemester 1947 nahm er an der Universität Göttingen das Studium der Fächer Ur- und Frühgeschichte, Kunstgeschichte und Geologie auf. Zum Wintersemester 1949/50 wechselte er an die Universität Bonn, wo er 1951 mit einer Arbeit über „Die bronzezeitlichen Lanzenspitzen in Nordwestdeutschland“ promoviert wurde. Während seiner Studienzeit nahm er an zahlreichen Ausgrabungen teil, u. a. an Grabungen zum Paläolithikum im Ahrensburger Tunneltal, an stein- und bronzezeitlichen Hügelgräbern bei Uelzen, auf dem sächsischen Urnengräberfeld Perlberg bei Stade und auf der Wurt Hessens bei Wilhelmshaven. Unter Leitung von Albert Egges van Giffen war er auch an den Grabungen am Römerlager in Valkenburg (Katwijk) tätig.

## Erste Berufsjahre
Nach seiner Promotion war er sechs Jahre (1951–57) in wechselnden Werkverträgen als selbstständiger Archäologe tätig. Er leitete unterschiedlichste Grabungen (Stein- und Metallzeiten, Römisches Lager, Stadtkernuntersuchungen) und war drei Mal am Landesmuseum für Vor- und Frühgeschichte in Schleswig tätig. Die vertragslosen Zeiten nutzte er für ausgedehnte Museumsreisen und die Materialaufnahme für seine Habilitationsschrift. Unter den Grabungsleitungen ragt 1954 die Entdeckung der ersten Hallstatt C-zeitlichen Wagengräber von Großeibstadt in Unterfranken heraus, deren Funde später von Georg Kossack publiziert wurden.

## Hochschullehrer in Köln
Am 1. April 1957 begann seine Tätigkeit am Institut für Ur- und Frühgeschichte der Universität Köln, ab Mai 1958 als Assistent von Hermann Schwabedissen. Am 11. Dezember 1963 habilitierte sich Jacob-Friesen mit einer Arbeit über die Topologie, Chronologie und Kulturgeschichte der bronzezeitlichen Lanzenspitzen in Norddeutschland und Skandinavien (publiziert 1967). 1968 wurde er nach einem förmlichen Verfahren in Köln auf eine C3-Professur berufen.
1963 begann er die Fortführung der von seinem Vater begonnenen, auf drei Bände angelegten Reihe „Einführung in Niedersachsens Urgeschichte“, indem er den zweiten, noch von seinem Vater angelegten, aber nicht mehr fertiggestellten Band zur Bronzezeit redigierte und herausgab. Anschließend verfasste er den dritten Band über die Eisenzeit, der 1974 erschien. Das Werk war nicht nur für Fachleute und Studenten, sondern auch für interessierte Laien gedacht.

## Ordinarius in Göttingen
Am 16. November 1981 erhielt Jacob-Friesen in der Nachfolge von Herbert Jankuhn und Klaus Raddatz den Ruf auf die C4-Professur für Ur- und Frühgeschichte an der Universität Göttingen, wo er bis zu seiner Emeritierung 1993 lehrte. Den bei seinen Studenten hochgeschätzten Vorlesungszyklus der Epochenübersichten von der Bronzezeit bis zur Wikingerzeit erweiterte er in Göttingen um das Neolithikum. Als Leiter des Seminars übernahm er die Herausgeberschaft der Monografienreihe „Göttinger Schriften zur Vor- und Frühgeschichte“ und hatte über mehrere Bände hinweg im Auftrag der Archäologischen Kommission für Niedersachsen die Schriftleitung der Zeitschrift „Neue Ausgrabungen und Forschungen in Niedersachsen“ inne. Inhaltlich bemühte er sich in seinen Lehrveranstaltungen immer um eine Verbindung von Theorie und Praxis, weshalb das Seminar unter der Leitung seiner Assistenten immer auch Lehrgrabungen durchführte, u. a. auf der wichtigen eisenzeitlichen Fundstelle Nörten-Hardenberg „Steinbühl“, dem Rössener Erdwerk und den neolithischen Kollektivgräbern bei Großenrode und den jungsteinzeitlichen Erdwerken von Northeim Kiessee und Büren-Brenken.
Forschungsschwerpunkt Gernot Jacob-Friesens war die Bronzezeit in Nord-, Mittel- und Westeuropa, doch widmete er sich in der Lehre und in seinen Schriften auch eisenzeitlichen und frühgeschichtlichen Fragestellungen. Diese Breite schlägt sich in den zahlreichen von ihm vergebenen Magister- und Doktorarbeiten nieder.
Zum 65. Geburtstag wurde ihm unter dem Titel „Theoria cum Praxi“ ein Doppelband der „Kunde“ (NF 41/42, 1990/91) als Festschrift gewidmet, zu dem zahlreiche Kollegen und Schüler beitrugen. Dort findet sich auch ein umfassendes Schriftenverzeichnis. Während er in Köln ca. fünf Schüler zum Abschluss führte, betreute er in seiner Göttinger Zeit ca. 25 Schüler, von denen anschließend viele in der niedersächsischen Landesarchäologie tätig wurden. Als seine Assistenten hatte er Andreas Heege (1984–1989) und Frank Siegmund (1990–1999) ans Göttinger Seminar geholt.
In seine Göttinger Zeit fällt 1985 auch der Umzug des traditionsreichen, von seinem Vater 1928 begründeten Seminars wegen akuter Einsturzgefahr des alten Accouchierhauses (Göttingen, Kurze-Geismar-Straße 1) in das Seminargebäude Gebäude Nikolausberger Weg 15.
Nach seiner Emeritierung lebte Jacob-Friesen weiterhin in Göttingen. Er starb nach kurzer Krankheit am 27. Oktober 2019 und wurde im Familiengrab auf dem Stadtfriedhof Engesohde in Hannover bestattet.

## Ehrungen
- Korrespondierendes Mitglied des Deutschen Archäologischen Instituts seit 1971.

## Schriften (Auswahl)
- Bronzezeitliche Lanzenspitzen Norddeutschlands und Skandinaviens (= Veröffentlichungen der urgeschichtlichen Sammlungen des Landesmusuems zu Hannover Bd. 17). August Lax, Hildesheim 1967.
- Einführung in Niedersachsens Urgeschichte. Teil 3: Eisenzeit (= Veröffentlichungen der urgeschichtlichen Sammlungen des Landesmuseums zu Hannover Bd. 15, Teil 3) 4., völlig neu bearbeitete Auflage. Lax, Hildesheim 1974.
- Ein Bronzeschwert von Bornholm als Geschenk Friedrich Münters an die Georgia Augusta. In: Neue Ausgrabungen und Forschungen in Niedersachsen 19, 1991, S. 121–147.